# キャロル・アン・スージー
キャロル・アン・スージー（Carol Ann Susi, 1952年2月2日 - 2014年11月11日）は、アメリカ合衆国出身の女優である。

## 人物
ニューヨーク市ブルックリンでイタリア系の家庭に生まれる。ニューヨークのHBスタジオで演技を学んだ後、1970年代にロサンゼルスへ移住した。癌のため、2014年11月11日にロサンゼルスで死去。

## 出演作品

### テレビ
- ビッグバン★セオリー/ギークなボクらの恋愛法則（ウォロウィッツ夫人）
- グレイズ・アナトミー5
- NYPD BLUE 〜ニューヨーク市警15分署
- 事件記者コルチャック

### 映画
- ワンナイト・ウェディング
- ダン・エイクロイドとジム・ベルーシのハーレーダビッドソン&クレイジーライダー（英語版）
- 摩天楼はバラ色に